# Биг Джим Салливан
Биг Джим Салливан (англ. Big Jim Sullivan; настоящее имя Джеймс Джордж Томпкинс, англ. James George Thompkins; 14 февраля 1941 — 2 октября 2012) — британский сессионный музыкант, музыкальный продюсер. Его музыкальная карьера началась в 1959 году. В 1960-х и 1970-х Салливан был один из самых востребованных студийных музыкантов в Великобритании и участвовал в записи более чем 1000 синглов, попавших в те или иные чарты. Также известен тем, что давал уроки гитарной игры Ричи Блэкмору и Стиву Хау.
В 1969 году он присоединился к Тому Джонсу, с которым гастролировал в течение последующих пяти лет.
В конце 1974 Салливан с продюсером Дереком Лоуренсом создал лейбл Retreat Records.
В 1975 году Салливан вместе с вокалистом Ником Муром создал Tiger. Выпустив два альбома, группа распалась в 1977 году.

## Сольные альбомы
- 1965 — Big Jim Sullivan (Charles Blackwell and Jimmy Sullivan) — Folklore With A Beat
- 1967 — M Kansara (aka Big Jim Sullivan) De Wolfe Records DWLP3060 — Sounds of India
- 1968 — Big Jim Sullivan & Barry Morgan — The Perfumed Garden (вычеркнут)
- 1968 — Big Jim Sullivan — Sitar Beat (available on CD)
- 1969 — Big Jim Sullivan — Lord Sitar (available on CD)
- The 1970 album Jim Sullivan — UFO (label Monnie or Century City) is not Big Jim Sullivan (вычеркнут)
- The 1972 album self titled Jim Sullivan (label Playboy) is not Big Jim Sullivan (вычеркнут)
- 1973 — Big Jim Sullivan — Sullivan Plays O’Sullivan
- 1974 — Big Jim Sullivan — Big Jim’s Back (available on CD)
- 1975 — Tiger — Tiger (вычеркнут)
- 1976 — Tiger — Goin' Down Laughing
- 1983 — Tiger — Test Of Time (вычеркнут — unreleased when recorded in 1977, but released later by manager John Glover)
- 1992 — Jim Sullivan — Forbidden Zones — Guitar Tutoring (deleted VHS)
- 1994 — Tiger — Test Of Time (available on CD)
- 1998 — Big Jim Sullivan — Big Jim’s Back / Tiger (available on CD)
- 2001 — Big Jim Sullivan — Mr Rock Guitar (aka Ultimate Rock Guitar) (available on CD)
- 2003 — BJS Duo — Hayley’s Eyes (available from Sullivan’s website on CD)
- 2003 — Big Jim Sullivan — Rockin' Rebels (deleted)
- 2004 — The Big Jim Sullivan Trio — Jazz Cafe (available on three CDs)
- 2005 — The Big Jim Sullivan Band — Live At Coolham (available from Sullivan’s website on two VHS tapes)
- 2006 — Big Jim Sullivan — Guitar Maestros (available on DVD — Sound Techniques)